# Commutateur (opérateur)
Pour les articles homonymes, voir Commutateur.
Un commutateur est un opérateur introduit en mathématiques et étendu à la mécanique quantique.

## En mathématiques
En mathématiques, le commutateur donne une idée de la façon dont une loi n'est pas commutative. Il existe plusieurs définitions utilisées en théorie des groupes et en théorie des anneaux.

### En théorie des groupes
Soit {\displaystyle (G,\star )} un groupe et soient {\displaystyle g} et {\displaystyle h} deux éléments du groupe. On appelle commutateur de {\displaystyle g} et {\displaystyle h} l'élément du groupe défini par :
Remarque : Un commutateur représente en fait le défaut de « permutabilité » de deux éléments du groupe : 
Le commutateur est égal à l'élément neutre du groupe si et seulement si {\displaystyle g} et {\displaystyle h} sont permutables (c'est-à-dire si  {\displaystyle g\star h=h\star g}).
D'autre part, le sous-groupe engendré par l'ensemble des commutateurs est appelé le groupe dérivé noté {\displaystyle D(G)} ou le sous-groupe des commutateurs de {\displaystyle G}.
Si {\displaystyle D(G)} est réduit à l'élément neutre alors le groupe {\displaystyle G} est un groupe abélien.
Remarquons que nous devons considérer le sous-groupe engendré par les commutateurs parce qu'en général l'ensemble des commutateurs n'est pas fermé pour cette loi. Les commutateurs sont utilisés pour définir les groupes nilpotents.
Note : Certains auteurs préfèrent définir le commutateur de {\displaystyle g} et {\displaystyle h} par

#### Identités
Dans la suite, la loi {\displaystyle \star } est notée multiplicativement et l'expression {\displaystyle a^{x}} désigne le conjugué (par {\displaystyle x}) de l'élément {\displaystyle a} c'est-à-dire {\displaystyle xax^{-1}}.
- {\displaystyle [y,x]=[x,y]^{-1}}
- {\displaystyle [[x,y^{-1}],z]^{y}[[y,z^{-1}],x]^{z}[[z,x^{-1}],y]^{x}=1}
- {\displaystyle [xy,z]=[y,z]^{x}[x,z]}
- {\displaystyle [x,yz]=[x,y][x,z]^{y}}

La deuxième identité est aussi connue sous le nom d'identité de Hall-Witt. Il s'agit d'une identité de la théorie des groupes analogue à l'identité de Jacobi de la théorie des commutateurs dans les anneaux (voir la section suivante).

### En théorie des anneaux
Le commutateur de deux éléments {\displaystyle a} et {\displaystyle b} d'un anneau est défini par
Il est nul si et seulement si {\displaystyle a} et {\displaystyle b} sont permutables.
En utilisant le commutateur comme un crochet de Lie, toute algèbre associative sur un corps peut être considérée comme une algèbre de Lie. Le commutateur de deux opérateurs sur un espace de Hilbert est un concept important en mécanique quantique puisqu'il mesure à quel point deux descriptions d'observables par des opérateurs peuvent être mesurés simultanément. Le  principe d'incertitude est finalement un théorème sur les commutateurs.
De même, l'anticommutateur est défini comme {\displaystyle ab+ba}, souvent écrit noté {\displaystyle \{a,b\}}. Ceci ne doit pas être confondu avec le crochet de Poisson.

#### Identités
Un commutateur vérifie les propriétés suivantes :
Relation d'algèbre de Lie :
- {\displaystyle [a,b]=-[b,a]}
- {\displaystyle [a,b+c]=[a,b]+[a,c]}
- {\displaystyle [a,a]=0}
- {\displaystyle [a,[b,c]]+[b,[c,a]]+[c,[a,b]]=0}

Relations supplémentaires :
- {\displaystyle \left[ab,c\right]=abc-cab=(abc-acb)+(acb-cab)=a\left[b,c\right]+\left[a,c\right]b}dont on déduit {\displaystyle [a^{n},b]=\sum _{0\leq k<n}a^{k}\left[a,b\right]a^{n-1-k}} (par récurrence)
- {\displaystyle [a,bc]=[ab,c]+[ca,b]}
- {\displaystyle [abc,d]=ab[c,d]+a[b,d]c+[a,d]bc}

Si {\displaystyle a} est un élément donné d'un anneau {\displaystyle A}, la première des trois relations supplémentaires peut aussi être interprétée comme la règle de dérivation d'un produit d'une application {\displaystyle \operatorname {ad} (a):=[a,\cdot ]:A\to A}. En d'autres termes, l'application {\displaystyle \operatorname {ad} (a)} définit une dérivation sur l'anneau {\displaystyle A}.
Si {\displaystyle a} est nilpotent, cette dérivation {\displaystyle \operatorname {ad} (a)} l'est aussi. Plus précisément : si {\displaystyle a^{n}=0} alors {\displaystyle \operatorname {ad} (a)^{n}=0}.

#### Algèbres graduées
Dans une algèbre graduée, on remplace le commutateur usuel par le « commutateur gradué », défini sur les composantes homogènes par{\displaystyle [\omega ,\eta ]_{gr}:=\omega \eta -(-1)^{\deg \omega \deg \eta }\eta \omega .}

## En mécanique quantique
En mécanique quantique, le commutateur de deux opérateurs {\displaystyle {\hat {A}}} et {\displaystyle {\hat {B}}} est : {\displaystyle [{\hat {A}},{\hat {B}}]={\hat {A}}{\hat {B}}-{\hat {B}}{\hat {A}}}. Il est donc nul lorsque les opérateurs commutent.
Appliqué à deux observables, un commutateur indique s'il est possible de mesurer les deux grandeurs simultanément.

Le commutateur intervient dans l'expression des inégalités de Heisenberg et du théorème d'Ehrenfest.
L'opérateur de position {\displaystyle {\hat {X}}} (position sur l'axe {\displaystyle Ox}) et l'opérateur d'impulsion {\displaystyle {\hat {P_{x}}}} (suivant l'axe {\displaystyle Ox}) ont pour commutateur : {\displaystyle [{\hat {X}},{\hat {P_{x}}}]=i\hbar }. Ici {\displaystyle \hbar } est la constante de Planck réduite.
Le commutateur n'est pas nul, donc les deux opérateurs ne commutent pas. Alors selon le principe d'incertitude de Heisenberg, les deux grandeurs que sont la position et la vitesse  ne sont pas mesurables simultanément.

### Propriétés
Outre les identités valables dans tout anneau, ce commutateur vérifie :
- {\displaystyle [{\hat {A}},\lambda {\hat {B}}]=[\lambda {\hat {A}},{\hat {B}}]=\lambda [{\hat {A}},{\hat {B}}],\lambda \in \mathbf {C} }
- {\displaystyle [{\hat {A}},{\hat {B}}]^{\dagger }=[{\hat {B}}^{\dagger },{\hat {A}}^{\dagger }]} où {\displaystyle {\hat {A}}^{\dagger }} désigne l'opérateur adjoint de {\displaystyle {\hat {A}}}.